# NGC 984
NGC 984 (другие обозначения — UGC 2059, MCG 4-7-12, ZWG 484.10, 5ZW 257, NPM1G +23.0074, PGC 9819) — галактика в созвездии Овен.
Этот объект входит в число перечисленных в оригинальной редакции «Нового общего каталога».
Имеет компактное ядро с широким «ореолом». NGC 984 классифицируется Нильсоном как линзовидная, а Цвикки как эллиптическая галактика с «широкой короной». В ядре галактики находится радиоисточник, который состоит только из центрального компонента, чётко ограниченного видимым ядром NGC 984 и имеющего «плоский» спектр.